# Palestrina (település)
Palestrina település Olaszországban, Lazio régióban, Róma megyében. Lakosainak száma 22 063 fő (2023. január 1.). Palestrina Castel San Pietro Romano, Cave, Gallicano nel Lazio, Rocca di Cave, Róma, San Cesareo, Valmontone, Zagarolo, Rocca Priora, Labico és Artena községekkel határos.

## Népesség
A település lakossága az elmúlt években az alábbi módon változott:
| Lakosok száma | 21 716 | 21 872 | 22 063 |
|               | 2017   | 2018   | 2023   |